# 巴爾卡索沃
48°21′55″N 22°29′20″E / 48.36528°N 22.48889°E
巴爾卡索沃（烏克蘭語：Баркасово），是烏克蘭的村落，位於該國西部外喀爾巴阡州，由穆卡切沃區負責管轄，面積3.42平方公里，海拔高度106米，2001年人口2,236，人口密度每平方公里653.8人。